# Miquel Parets i Serra
Miquel Parets i Serra (Santa Maria del Camí, 1932 - Lima (Perú), 2016). Missioner al Burundi i el Perú.
Estudià al Seminari Conciliar de Sant Pere de Palma i fou ordenat prevere el 1957. Estudià a la Facultat d'Antropologia de l'Institut Catòlic de París. Ha viscut a Burundi (Àfrica Central) (1961-1979), on va estar molt d'anys a la parròquia de Gitongo. Promogué l'ajuda de Mallorca Missionera a la diòcesi de Gitega. El 1973 fou sotmès a judici pel Governador de Gitega que l'expulsà de la província. Estigué uns anys a Bujumbura, durant els quals preparà un catecisme i unes homilies per tot l'any litúrgic en kirundi "c’abasokuru". El 1978 anà a treballar a la Diòcesi de Muyinga, essent delegat diocesà per la catequesi. El 1979 fou expulsat conjuntament amb 60 missioners més.
Després d'una etapa a Cajamarca (Perú) (1986-1989), tornà al Burundí el 1990 per treballar a la parròquia Gitaramuka (Muyinga), però el conflicte que esclatà l'octubre de 1993 entre els hutus i els tutsis, l'obligà a retornar a Mallorca, després de passar uns mesos a Ruanda. El 1999 tornà al Perú, a la Parròquia de San Cristobal (Diòcesi de Chosica) amb un encàrrec especial per a la Pastoral Penitenciària als 'penals' de Lurigancho i Castro Castro. Va morir a Lima el 2016. Va ser un bon coneixedor de la llengua kirundi. Ha escrit sis obres en kirundi, entre 1971 i 1977, i en català Els pobres i la Trinitat (1991), traduït al castellà amb el títol Los pobres nos evangelizan (1994).